# Basileuterus melanotis
La reinita tica o reinita costarricense (Basileuterus melanotis) es una especie de ave paseriforme de la familia Parulidae,  perteneciente al género Basileuterus, anteriormente tratada como una subespecie de la reinita cabecilistada Basileuterus tristriatus. Es nativa del sureste de América Central.

## Distribución y hábitat
Se distribuye por regiones montanas de Costa Rica y del oeste de Panamá.
Esta especie es generalmente común a poco común en sus hábitats naturales: las selvas húmedas submontanas o montanas bajas en la zona subtropical, , también en los bordes del bosque y en crecimientos secundarios bien desarrollados, entre 600 y 2100 m de altitud. Su estado de conservación todavía no ha sido evaluado, pero no debe merecer especial consideración, aunque su rango es relativamente pequeño, generalmente es común en sus ambientes adecuados. De cualquier forma la pérdida de hábitat, especialmente en áreas montanas, no puede ser ignorado. Ocurren en el Parque nacional Tapantí y en bosques privados protegidos alrededor de Monteverde.

## Descripción
Mide unos 13 cm de longitud en promedio. El plumaje es sobre todo de color marrón oliváceo con el vientre y las partes inferiores ante. Tiene rayas distintivas de blanco y negro en la cabeza y las mejillas oscuras. Machos y hembras tienen el plumaje similar.

## Sistemática

### Descripción original
La especie B. melanotis fue descrita por primera vez por el ornitólogo estadounidense George Newbold Lawrence en 1868 bajo el mismo nombre científico; su localidad tipo es: «Cervantes, Costa Rica». El holotipo, recolectado en abril de 1867, se encuentra depositado en el Instituto Smithsoniano de Washington D. C., bajo el número 47408.

### Etimología
El nombre genérico masculino «Basileuterus» proviene del griego «basileuteros» (derivado de «basileus», que significa ‘rey’) aplicado por Aristóteles a un pequeño pájaro generalmente identificado como un Troglodytes, pero que también se conjetura podría ser un Phylloscopus o un Regulus; y el nombre de la especie «melanotis», se compone de las palabras del griego «melas» que significa ‘negro’, y «ōtis» que significa ‘de orejas’.

### Taxonomía
La presente especie fue tradicionalmente tratada como la subespecie Basileuterus tristriatus melanotis dentro del complejo de subespecies de la reinita cabecilistada Basileuterus tristriatus, así como también la reinita de Tacarcuna Basileuterus tacarcunae, pero los estudios genéticos y las diferencias de vocalización comprobaron tratarse de tres especies diferentes, separación que fue seguida por las principales clasificaciones. Es monotípica.